# Яковлевка (Абдулинський міський округ)
Я́ковлевка (рос. Яковлевка) — село у складі Абдулинського міського округу Оренбурзької області, Росія.

## Населення
Населення — 174 особи (2010; 185 у 2002).
Національний склад (станом на 2002 рік):
- мордва — 76 %